# Carnaval Sztukmistrzów
Carnaval Sztukmistrzów – festiwal sztuki nowego cyrku i teatru odbywający się od roku 2008 w przestrzeni miejskiej Lublina. Organizatorem wydarzenia są Warsztaty Kultury w Lublinie.

## Opis
Założeniem festiwalu, który w roku 2008 nosił nazwę Festiwal Sztukmistrzów, jest jego ludyczny charakter oraz próba prezentacji współczesnych widowisk kuglarskich i cyrkowych z kręgu nowego cyrku. Podczas tego wydarzenia ulice miasta ożywają za sprawą ulicznych artystów, odbywają się spektakle oraz warsztaty z popularnych dyscyplin kuglarskich. Impreza obejmuje także przedstawienia teatralne, cyrkowe przedstawienia uliczne angażujące publiczność, występy buskerów ożywiające przestrzeń miasta oraz performance, instalacje i koncerty kapel ulicznych. Na potrzeby Carnavalu w latach 2008–2015 reżyserowana była Wielka Parada utrzymana w charakterze parad karnawałowych.

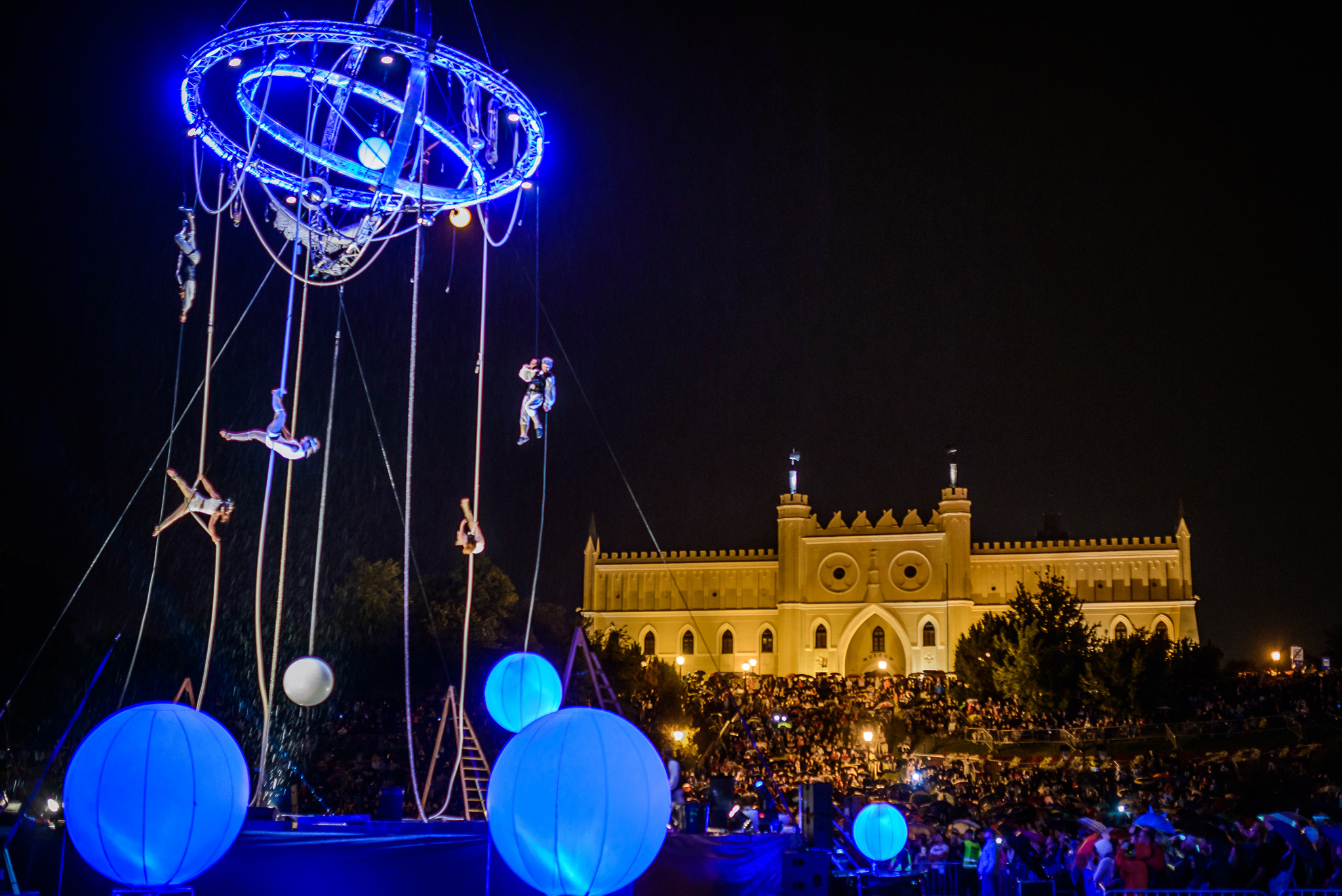
Carnaval Sztukmistrzów 2017

Od 2010 roku rozwinięciem Festiwalu Sztukmistrzów jest Carnaval Sztukmistrzów. Nazwa wydarzenia nawiązuje do postaci Sztukmistrza z Lublina, bohatera książki noblisty Izaaka Bashevisa Singera. Patronem festiwalu jest więc Jasza Mazur, iluzjonista i akrobata z powieści Singera, który przypominać ma o wielokulturowości i wieloreligijnej tradycji miasta.

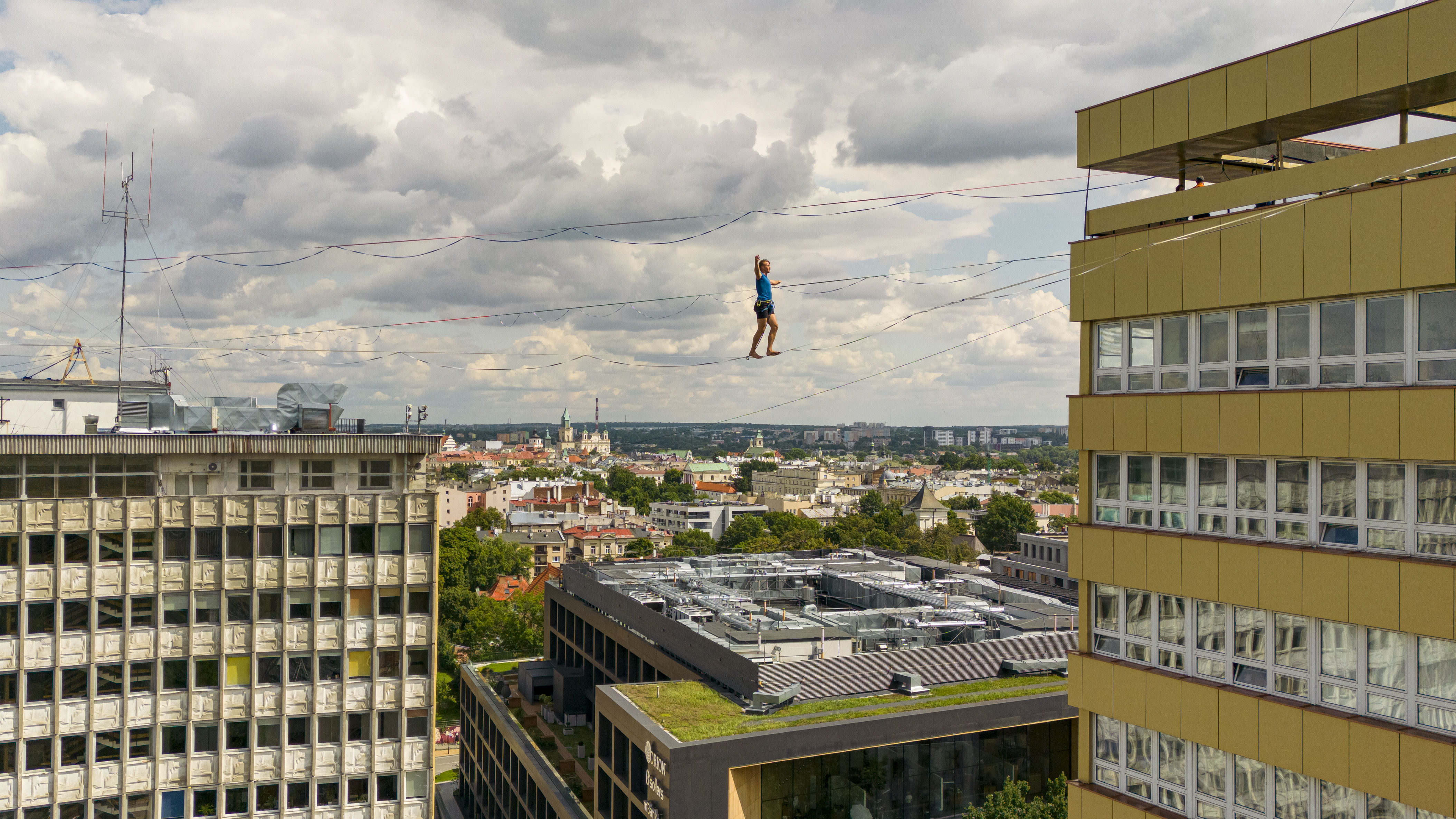
Taśma "Urban Highline Festival" rozpięta między Urzędem Miasta Lublin a Urzędem Wojewódzkim (2023)

Carnaval Sztukmistrzów jest imprezą-wizytówką Lublina, która oddaje duchowość, autentyzm, bogactwo kulturowe i klimat miasta. Podczas festiwalu prezentowana jest światowa sztuka alternatywna i eksperymentalna w połączeniu z teatrem i cyrkiem, a Lublin jest jedynym w Polsce miejscem prezentującym tego typu zjawiska.
Od 2009 roku Carnavalowi Sztukmistrzów towarzyszy Urban Highline Festival – najstarszy i największy oficjalny zlotów slacklinerów i highlinerów. Jedyny organizowany w przestrzeni zurbanizowanej – na Starym Mieście i w Śródmieściu Lublina. Festiwal gromadzi dorocznie kilkuset uczestników z całego świata.

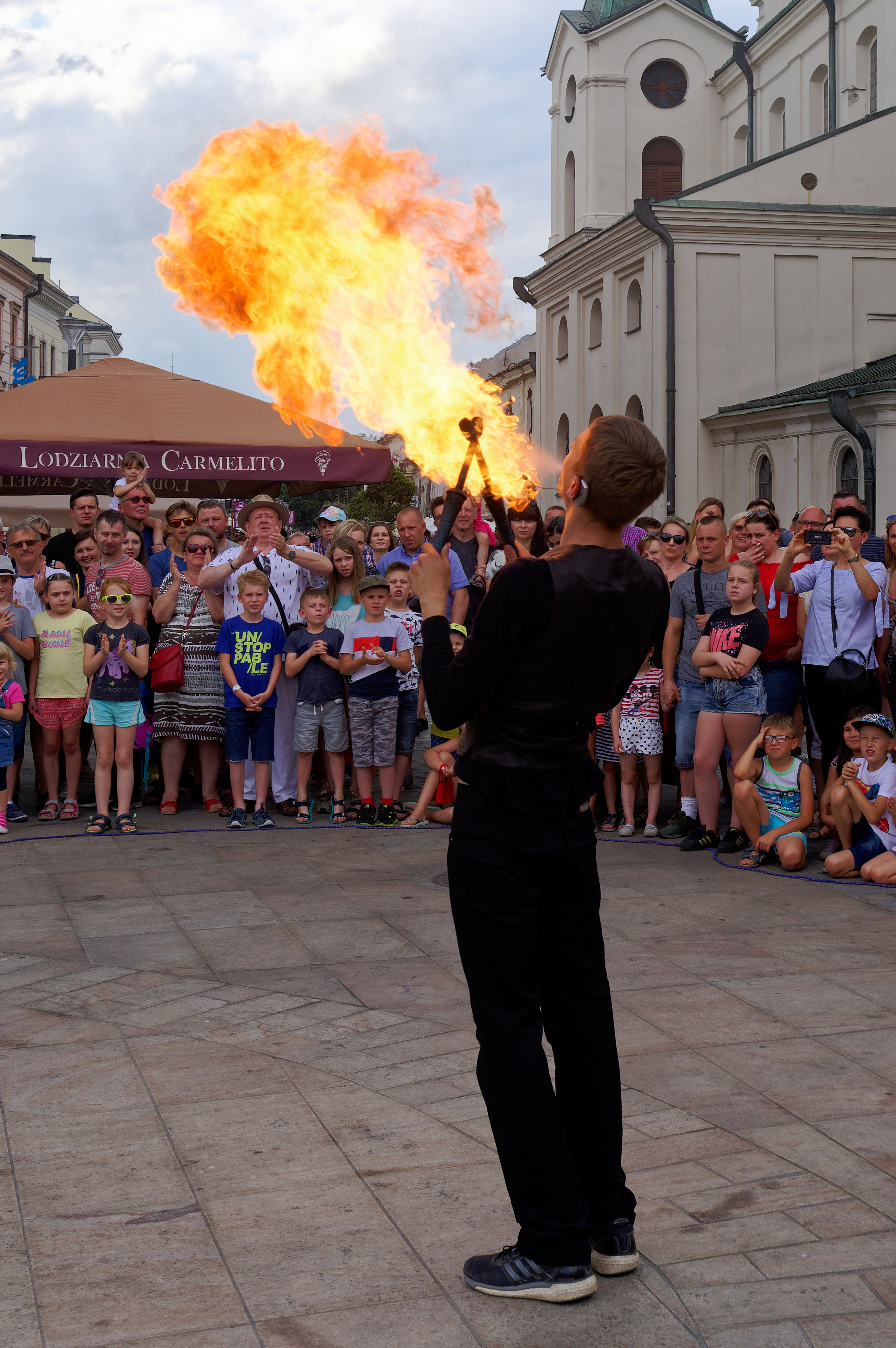
MC Fire na Carnavalu Sztukmistrzów w Lublinie

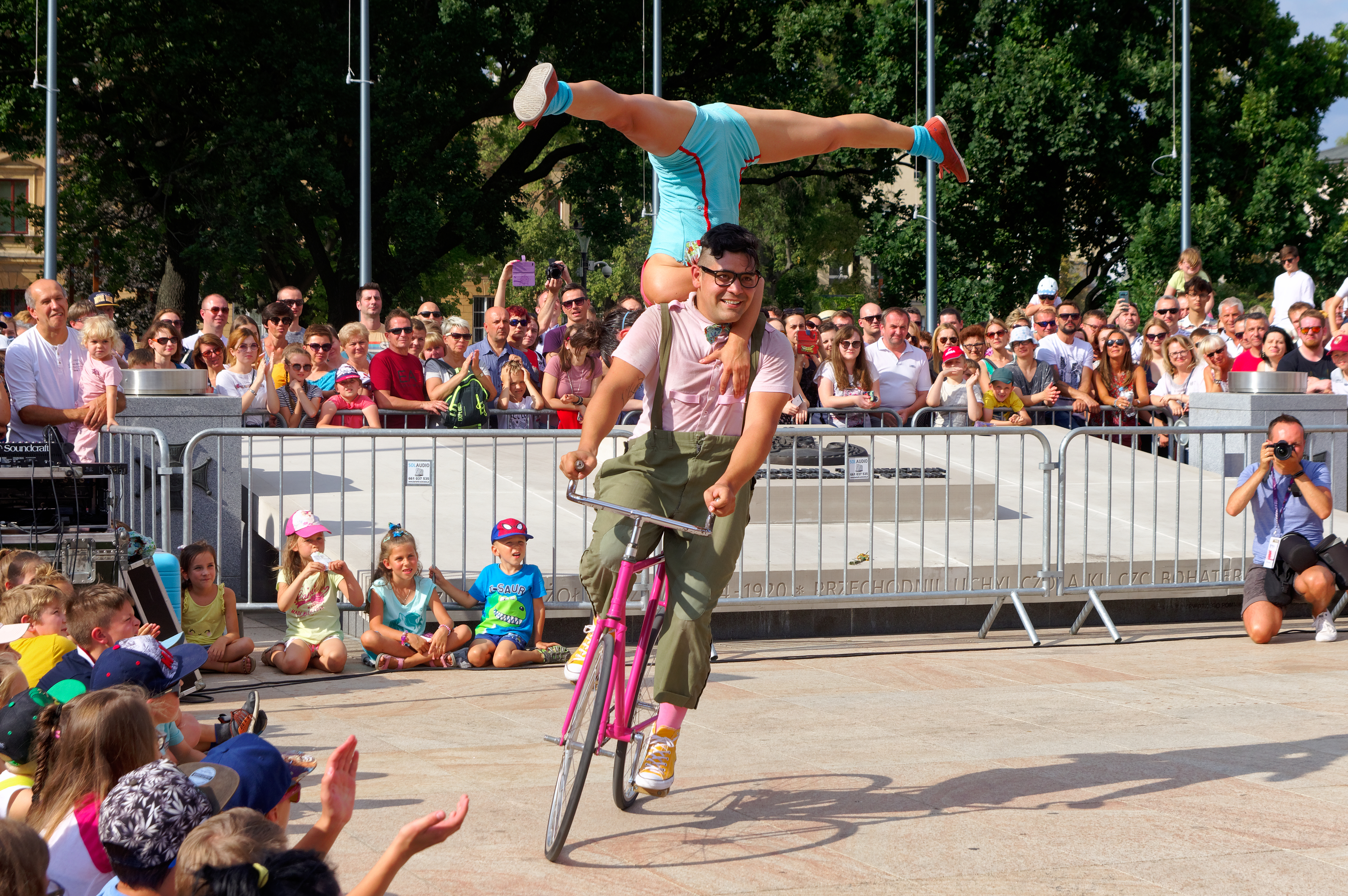
Cia. Alta Gama w przedstawieniu "Adoro" na Carnavalu Sztukmistrzów

W 2020 roku 11. edycja Carnavalu Sztukmistrzów miała być wstępem do nowej formuły festiwalu. Elementem programu 11. edycji, jeszcze przed pandemią, miał być konkurs na polskie cyrkowe produkcje plenerowe. Konkurs zakładał wybór i dofinansowanie produkcji przedstawienia cyrku współczesnego w plenerze. Pandemia pokrzyżowała te plany i jednocześnie zainspirowała twórców do realizacji polskiej edycji festiwalu pod nazwą „Incydent polski”.

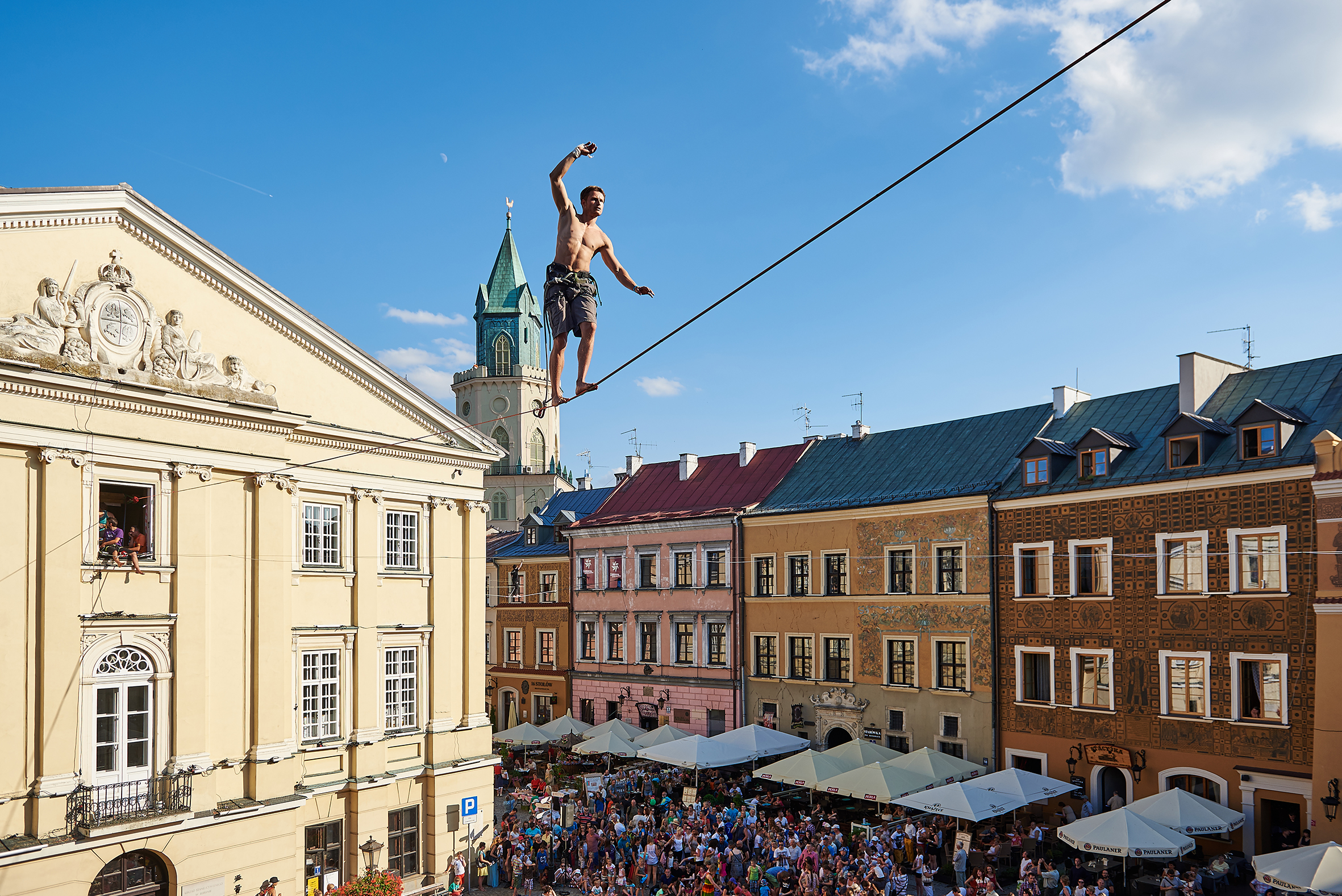
Linkoskoczkowie przed Trybunałem Korinnym podczas Karnawału Sztukmistrzów w 2015 roku

„Incydent polski” jako showcase miał za zadanie ukazać aktualną kondycję cyrku artystycznego w Polsce. Na festiwal w nowej, wymuszonej sytuacją formule złożyło się 9 premierowych polskich przedstawień cyrku współczesnego. Program 11. edycji festiwalu dopełniły wydarzenia towarzyszące, jak spektakl akrobatyczny „Prometeusz”, koncert Dziadów Kazimierskich i Rur Wydechowych, wystawa plakatu cyrkowego, czy Kino Carnavalowe. Podsumowanie festiwalu zostało opublikowane w formie publikacji dostępnej online.

## Kalendarium
Dotychczasowe edycje festiwalu:
- 1. edycja Festiwalu Sztukmistrzów: 20–22 czerwca 2008
- 2. edycja Festiwalu Sztukmistrzów: 31 lipca – 2 sierpnia 2009
- 1. edycja Carnavalu Sztuk-Mistrzów: 19–22 sierpnia 2010
- 2. edycja Carnavalu Sztuk-Mistrzów: 28–31 lipca 2011[7][8]
- 3. edycja Carnavalu Sztuk-Mistrzów: 28 lipca – 5 sierpnia 2012
- 4. edycja Carnavalu Sztuk-Mistrzów: 8–11 sierpnia 2013
- 5. edycja Carnavalu Sztuk-Mistrzów: 24–27 lipca 2014
- 6. edycja Carnavalu Sztukmistrzów: 23–26 lipca 2015
- 7. edycja Carnavalu Sztukmistrzów: 28–31 lipca 2016
- 8. edycja Carnavalu Sztukmistrzów: 27–30 lipca 2017
- 9. edycja Carnavalu Sztukmistrzów: 26–29 lipca 2018
- 10. edycja Carnavalu Sztukmistrzów: 25–28 lipca 2019[9]
- 11. edycja Carnavalu Sztukmistrzów: 17–20 września 2020[5]
- 12. edycja Carnavalu Sztukmistrzów: 22–25 lipca 2021[10]
- 13. edycja Carnavalu Sztukmistrzów: 28–31 lipca 2022
- 14. edycja Carnavalu Sztukmistrzów: 27–30 lipca 2023
- 15. edycja Carnavalu Sztukmistrzów: 25-28 lipca 2024